# جون بويد (ممثل)
جون بويد (بالإنجليزية: John Boyd)‏ مواليد 22 أكتوبر 1981 في نيويورك، نيويورك، الولايات المتحدة، هو ممثل أمريكي بدأ مسيرته الفنية عام 2005.

## الأعمال
- امرأة في الماء
- آرغو
- فرينج
- 24
- سوتس
- تاتش
- بونز

## وصلات خارجية
- جون بويد على موقع IMDb (الإنجليزية)
- جون بويد على موقع ألو سيني (الفرنسية)
- جون بويد على موقع أول موفي (الإنجليزية)
- جون بويد على موقع قاعدة بيانات الأفلام السويدية (السويدية)
- جون بويد على موقع قاعدة بيانات الفيلم (الإنجليزية)
- جون بويد على موقع كينوبويسك (الروسية)